# Rivière à la Cruche (rivière aux Sables)
Pour les articles homonymes, voir Cruche (homonymie).
Ne doit pas être confondu avec Rivière à la Cruche (rivière Malbaie).
La rivière à la Cruche est un affluent du lac Doumic, coulant sur la rive Nord-Ouest du fleuve Saint-Laurent, dans le territoire non organisé Mont-Valin, dans la municipalité régionale de comté (MRC) du Fjord-du-Saguenay, dans la région administrative de la Saguenay-Lac-Saint-Jean, dans la Province de Québec, au Canada.
Cette rivière coule dans les cantons de Le Mercier et de Garreau, ainsi que dans le territoire de la zec Martin-Valin.
Cette vallée est desservie par quelques routes forestières secondaires, surtout pour les besoins de la foresterie et des activités récréotouristiques,,.
La foresterie constitue la principale activité économique du secteur ; les activités récréotouristique, en second.
La surface de la rivière à la Cruche habituellement gelée de la fin novembre au début avril, toutefois la circulation sécuritaire sur la glace se fait généralement de la mi-décembre à la fin mars.

## Géographie
Les principaux bassins versants voisins de la rivière à la Cruche sont :
- Côté Nord : lac Doumic, lac Maingard, lac Le Marié, rivière aux Sables, lac Moncouche, ruisseau Lucien ;
- Côté Est : lac Jalobert, lac Le Breton, rivière Sainte-Marguerite Nord-Est ;
- Côté Sud : rivière Sainte-Marguerite, rivière Boivin, bras Fournier, ruisseau Bella ;
- Côté Ouest : lac Morin, bras Fournier, rivière Saint-Louis, bras de l'Enfer[2].

La rivière à la Cruche prend sa source à l’embouchure du lac Privé (longueur : 0,7 km ; altitude : 754 m), en zone forestière et entouré de montagnes. Cette source est située à :
- 3,1 km à l’Ouest du cours de la rivière Sainte-Marguerite ;
- 13,9 km au Sud-Est de l’embouchure de la rivière à la Cruche ;
- 1,2 km au Sud du lac Lamontagne, lequel est le lac de tête du bras Fournier ;
- 8,1 km au Sud-Ouest du lac Jalobert[2].

À partir de l’embouchure du lac de tête (lac Privé), le cours de la rivière à la Cruche descend sur 30,0 km, selon les segments suivants :
Cours supérieur de la rivière à la Cruche (segment de 9,9 km)
- 1,5 km vers le Nord-Est en traversant le lac Édouard (longueur : 0,6 km ; altitude : 740 m) sur 0,6 km et en traversant le lac Théberge (longueur : 0,5 km ; altitude : 734 m) sur 0,5 km, jusqu’à son embouchure ;
- 1,1 km vers le Nord-Est, puis vers le Sud-Est en traversant le lac Bonne Entente (longueur : 0,7 km ; altitude : 714 m) sur sa pleine longueur, jusqu’à son embouchure ;
- 2,6 km vers le Nord, en traversant le lac Skelton (longueur : 1,3 km ; altitude : 680 m) ;

Cours intermédiaire de la rivière à la Cruche (segment de 5,7 km)
- 2,3 km vers le Nord en traversant le lac Reny (longueur : 1,0 km ; altitude : 678 m) sur sa pleine longueur, en coupant une route forestière et en traversant le lac Lapointe (longueur : 0,8 km ; altitude : 678 m) vers l’Ouest sur sa pleine longueur, jusqu’à l’embouchure de ce dernier lac ;
- 1,0 km vers le Nord notamment en traversant sur 0,9 km le lac Baumier (altitude : 677 m) sur sa pleine longueur, jusqu’à son embouchure ;
- 1,4 km vers l’Est, puis bifurquant vers le Nord, en traversant le lac Bluteau (longueur : 1,5 km ; altitude : 676 m) sur sa pleine longueur, jusqu’à son embouchure ;

Cours inférieur de la rivière à la Cruche (segment de 5,4 km)
- 3,8 km vers le Nord, en passant sous un pont desservant les chalets en début de segment, en traversant le lac Lapierre (altitude : 674 m) sur sa pleine longueur et en entrant dans le canton de Garreau, jusqu’à son embouchure ;
- 2,3 km vers le Nord, en traversant successivement le lac Tremblay (longueur : 1,4 km ; altitude : 663 m), le lac Bergeron (longueur : 0,9 km ; altitude : 661 m), jusqu’à son embouchure. Note : le lac Bergeron forme une boucle vers l’Est dans le canton de Le Mercier où il reçoit du côté Est la décharge du lac Claudette ;

- 1,0 km vers le Nord en traversant le lac Langevin (longueur : 0,9 km ; altitude : 660 m), jusqu’à son embouchure ;
- 4,0 km vers le Nord-Ouest jusqu’à l’embouchure de la rivière[2].

L'embouchure de la rivière à la Cruche se déverse sur la rive Sud au fond d’une baie du Sud-Ouest du lac Doumic dans le territoire non organisé de Mont-Valin. Cette confluence de la rivière à la Cruche située à :
- 5,7 km au Sud-Ouest de l’embouchure du lac Doumic ;
- 7,2 km au Sud-Est d’une baie du lac Moncouche ;
- 3,8 km au Sud-Ouest de la partie Sud du lac Le Marié ;
- 11,7 km au Sud-Ouest de la confluence de la rivière aux Sables avec la décharge d’un ensemble de lacs en aval de la rivière à la Cruche ;
- 85,9 km au Sud-Est de l’embouchure de la rivière aux Sables (confluence avec le réservoir Pipmuacan) ;
- 32,2 km au Nord de la rivière Saguenay ;
- 137,8 km au Sud-Ouest de l’embouchure de la rivière Betsiamites (confluence avec le fleuve Saint-Laurent[2].

À partir de l’embouchure de la rivière à la Cruche, le courant traverse sur 5,0 km vers le Nord-Est le lac Doumic, puis le lac Maingard et le lac Le Marié, avant de se déverser dans la rivière aux Sables. De là, le courant suit le cours de la rivière aux Sables vers le Nord jusqu’au réservoir Pipmuacan qu’il traverse vers l’Est avant d’emprunter le cours de la rivière Betsiamites jusqu’au fleuve Saint-Laurent.

## Toponymie
Le toponyme "Rivière à la Cruche" a été officialisé le 29 août 1972 à la Banque des noms de lieux de la Commission de toponymie du Québec, soit à la création de cette commission.